# Bill Hayes
William Foster Hayes III, detto Bill (Harvey, 5 giugno 1925 – Los Angeles, 12 gennaio 2024) è stato un attore e cantante statunitense.

## Biografia
Hayes raggiunse la notorietà principalmente per aver interpretato dal 1970 al 2024 il ruolo di Doug Williams nella soap opera Il tempo della nostra vita. Durante la sua carriera, apparve in film come Quattro morti irrequieti e Il cardinale, nonché nelle serie televisive Los Angeles: ospedale nord, Lo sceriffo del sud, Matlock e Frasier.
Morì a Los Angeles il 12 gennaio 2024, all'età di 98 anni.

## Vita privata
Hayes sposò Mary Hobbs nel 1947, dalla quale divorziò nel 1969. La coppia ebbe cinque figli.
Nel 1974 sposò l'attrice Susan Seaforth Hayes, conosciuta sul set de Il tempo della nostra vita. 

## Filmografia

### Cinema
- Quattro morti irrequieti (Stop, You're Killing Me), regia di Roy Del Ruth (1952)
- Il cardinale (The Cardinal), regia di Otto Preminger (1963)
- 9 Dead Gay Guys, regia di Lab Ky Mo (2002)

### Televisione
- Armstrong Circle Theatre – serie TV, episodio 3x09 (1952)
- Una donna poliziotto (Decoy) – serie TV, episodio 1x21 (1958)
- The Voice of Firestone – serie TV, episodio 10x25 (1959)
- The Bell Telephone Hour – serie TV, episodio 3x02 (1960)
- Los Angeles: ospedale nord (The Interns) – serie TV, episodio 1x07 (1970)
- Il tempo della nostra vita – serial TV, 2147 puntate (1970-2024)
- Lo sceriffo del sud Cade's County) – serie TV, episodio 1x21 (1972)
- Hooperman – serie TV, episodio 1x12 (1988)
- Matlock – serie TV, episodio 2x13 (1988)
- Cop Rock – serie TV, episodio 1x05 (1990)
- Frasier – serie TV, episodio 9x22 (2002)